# Jóáház júdai király
Jóáház (héberül: יְהוֹאָחָז / Yəhôʼāḥāz ['megfogó, látó'], görögül: Ιωαχαζ [Iōakhaz], latinul: Joachaz), más írásmóddal Jehoakház, születési nevén Sallum [1Krón 3:15] (Kr. e. 632 k. – Kr. e. 609) Júda királya Kr. e. 609-ben.

## Élete
Jósiás király fiaként született. Édesapja halála után bátyjával, Jójákimmal szemben őt tették meg királynak. De nemsokára II. Nékó egyiptomi fáraó Júdára adót vetett ki, és Jóakházt magával vitte Egyiptomba, királlyá pedig bátyját, Jójákimot tette. A Biblia ekképp ír róla:

„30. [...] A föld népe pedig vevé Jóákházt, a Jósiás fiát, és felkenvén őt, királylyá tevé az ő atyja helyett.
31. Huszonhárom esztendős volt Jóákház, mikor uralkodni kezdett, és három hónapig uralkodott Jeruzsálemben, és az ő anyjának neve Hamutál, a Libnabeli Jeremiás leánya.
32. És gonoszul cselekedék az Úr szemei előtt mind a szerint, a mint az ő atyái cselekedtek volt.
33. De Faraó-Nékó bilincsekbe verte őt Riblában, Hámát földjén, a mikor Jeruzsálemben királylyá lett; és az országra adót vetett, száz talentom ezüstöt és egy tálentom aranyat.
34. [...] Jóákházt [...] pedig magával vivé, és az Égyiptomba megérkezvén, ott hala meg.”

– 2Kir, 23:30–34